# Малі Чорнокінці
Малі́ Чорнокі́нці — село в Україні, у Колиндянській сільській громаді Чортківського району Тернопільської області. Адміністративний центр колишньої Малочорнокінецької сільської ради. До Малих Чорнокінців приєднано хутір Новоставці.

## Розташування
Розташоване на берегах р. Нічлава (ліва притока Дністра), за 25 км від районного центру і 15 км від найближчої залізничної станції Гадинківці.
Територія — км² Дворів — 217.

### Місцевості
- Новоставці — хутір, приєднаний до с. Малі Чорнокінці; розташований за 1 км від нього. У 1952 р. на хуторі 38 будинків, 144 особи.

### Клімат
Малі Чорнокінці знаходяться в межах вологого континентального клімату із теплим літом. Але діяльність людини досить часто призводить до екоциду, поганих змін та глобального потепління. Рівень наповнення річок водою по області становить лише 20 % від необхідного стандарту, значна частина земної поверхні стає посушливою. Для покращення ситуації варто було б проводити ревайлдинг, відновлювати екосистеми та лісові насадження.

## Історія
Перша письмова згадка — 1564 р., згодом згадане у 1785 році.
У селі в 1900 р. — 1489 жителів, 1910—1581, 1921—1430, 1931—1396; у 1921 р. — 265, 1931—302 двори. За Австро-Угорщини діяла двокласна школа з українською мовою навчання, за Польщі — трикласна (утраквістична).
У 1915 р. царська окупаційна влада заарештувала о. Івана Палагіцького та чотири студентів і виселила їх у Сибір.
Протягом 1939—1941 рр. у Чортківській тюрмі органи НКВС замучили і розстріляли жителів села Петра Вербіцького, Євстахія Задоровського, Володимира та Петра Ільницьких; убили в місті Умані Михайла Завалику та й Петра Мищія.
В УПА воювали Володимир Бережанський, Михайло Вербіцький, Григорій і Петро Грабеці, Марія Івахів, Степан Лесюк, Іван Лучка, Іван та Петро Манорики, Михайло Мединський, Антон, Дмитро, Петро й Теодор Мищії, Василь, Михайло і Степан Низкогузи, Михайло Присяжний, Дмитро Рудзік та інші.
З 29 липня 2015 року Малі Чорнокінці належать до Колиндянської сільської громади.
12 червня 2020 року, відповідно до розпорядження Кабінету Міністрів України № 724-р «Про визначення адміністративних центрів та затвердження територій територіальних громад Тернопільської області» увійшло до складу Колиндянської сільської громади.
19 липня 2020 року, в результаті адміністративно-територіальної реформи та ліквідації Чортківського району (1940—2020), увійшло до складу новоутвореного Чортківського району.

## Освіта
Протягом певного часу в селі діяла тривіальна школа (зокрема, у 1871 році), учителем в якій працював Фрідріх Жепінський (пол. Frydr Rzepiński).
Потім протягом певного часу діяла однокласна народна школа. Учителем у 1875 та 1880 роках працював Іван Ульванський (пол. Jan Ulwański).
За Австро-Угорщини діяла двокласна школа з українською мовою навчання, за Польщі — трикласна (утраквістична).
Згідно з рішенням Чортківської районної ради від 9 вересня 2010 року № 539 школа призупинила свою діяльність.

## Релігія
- церква святої Первомучениці Теклі (УГКЦ, 1908 р., кам'яна; первісна назва, згідно із шематизмом Станиславівської єпархії, — Пресвятої Тройці).

У селі є три каплички.

## Пам'ятники
1991 р. насипано могилу на пошану УСС, полеглих за волю України.
Споруджено:
- пам'ятник воїнам-односельцям, полеглим у німецько-радянській війні (1973).

## Населення
| Чисельність населення, чол. | Чисельність населення, чол. | Чисельність населення, чол. | Чисельність населення, чол. | Чисельність населення, чол. | Чисельність населення, чол. |
| 1900                        | 1910                        | 1921                        | 1931                        | 2014                        | 2018                        |
| --------------------------- | --------------------------- | --------------------------- | --------------------------- | --------------------------- | --------------------------- |
| 1489                        | 1581                        | 1430                        | 1396                        | 415                         | 411                         |

### Мова
Розподіл населення за рідною мовою за даними перепису 2001 року:
| Мова            | Кількість | Відсоток |
| --------------- | --------- | -------- |
| українська      | 584       | 99.83%   |
| інші/не вказали | 1         | 0.17%    |
| Усього          | 585       | 100%     |

## Соціальна сфера, господарство
На початку XX ст. у Малих Чорнокінцях працювали два млини, готель, кооператива, дитячий садок; велика земельна власність належала Матільді Волянській.
Функціонували філії товариств «Просвіта», «Луг», «Сокіл», «Сільський господар» та інших.
Після Другої світової війни у селі діяв примусово організований колгосп.
2004 р. створено ПАП «Добробут» (засновник Роман Кузь). Підприємство орендує 422 га землі, що належить 192 власникам. ПАП «Добробут» капітально відремонтувало дорогу в Малих Чорнокінцях, обгородило цвинтар, дає пожертви на храм, займається іншою благочинною діяльністю.
Нині діють школа, дитячий садочок, бібліотека, клуб, музей історії Малих Чорнокінців, ФАП, ТОВ «Племптахофабрика», ААГ «Мир», ПАП «Мрія», ПАП «Добробут».

## Відомі люди

### Народилися
- Богдан Присяжний (нар. 1950) — журналіст, громадський діяч[10].
- Іван Заваликут (1884—1975) — учасник національно-визвольних змагань, громадський діяч, адвокат;
- Володимир Собків (1924—2010) — інженер-геодезист, громадсько-політичний діяч;
- Григорій Хамчук (1885—1946) — український греко-католицький священник, жертва радянських репресій. Слуга Божий.

## Галерея

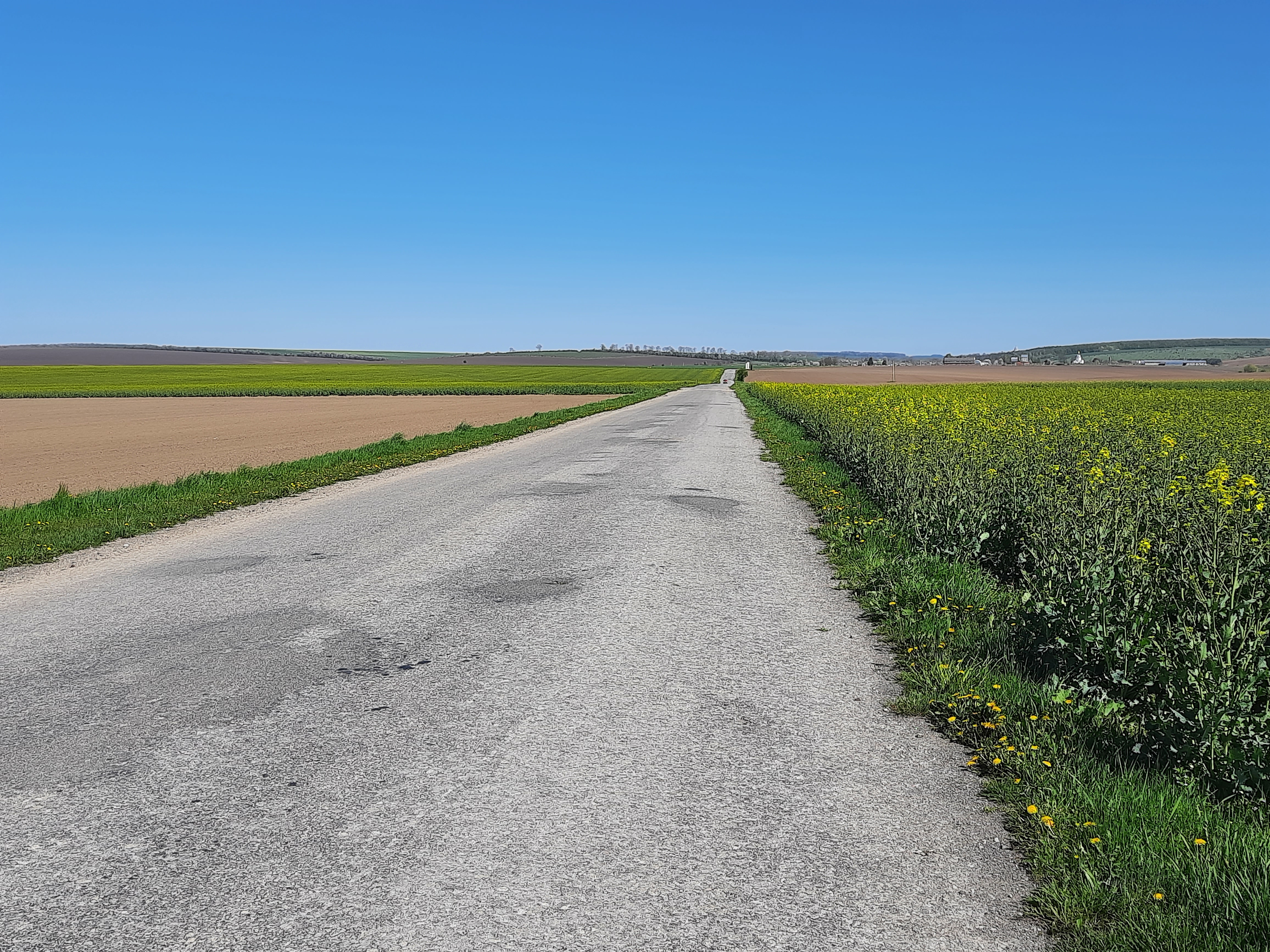
Дорога на село
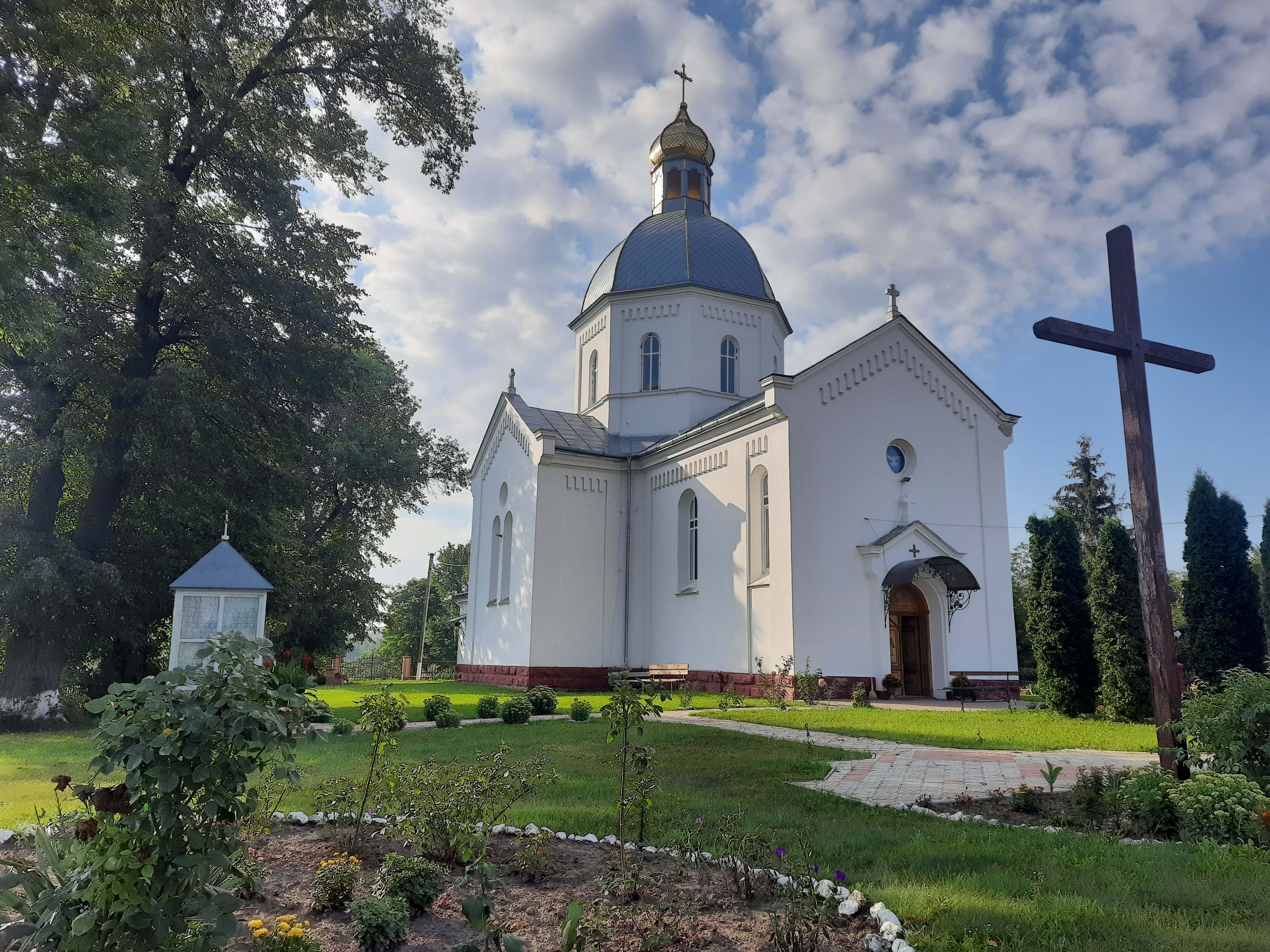
Церква Святої Первомучениці Теклі
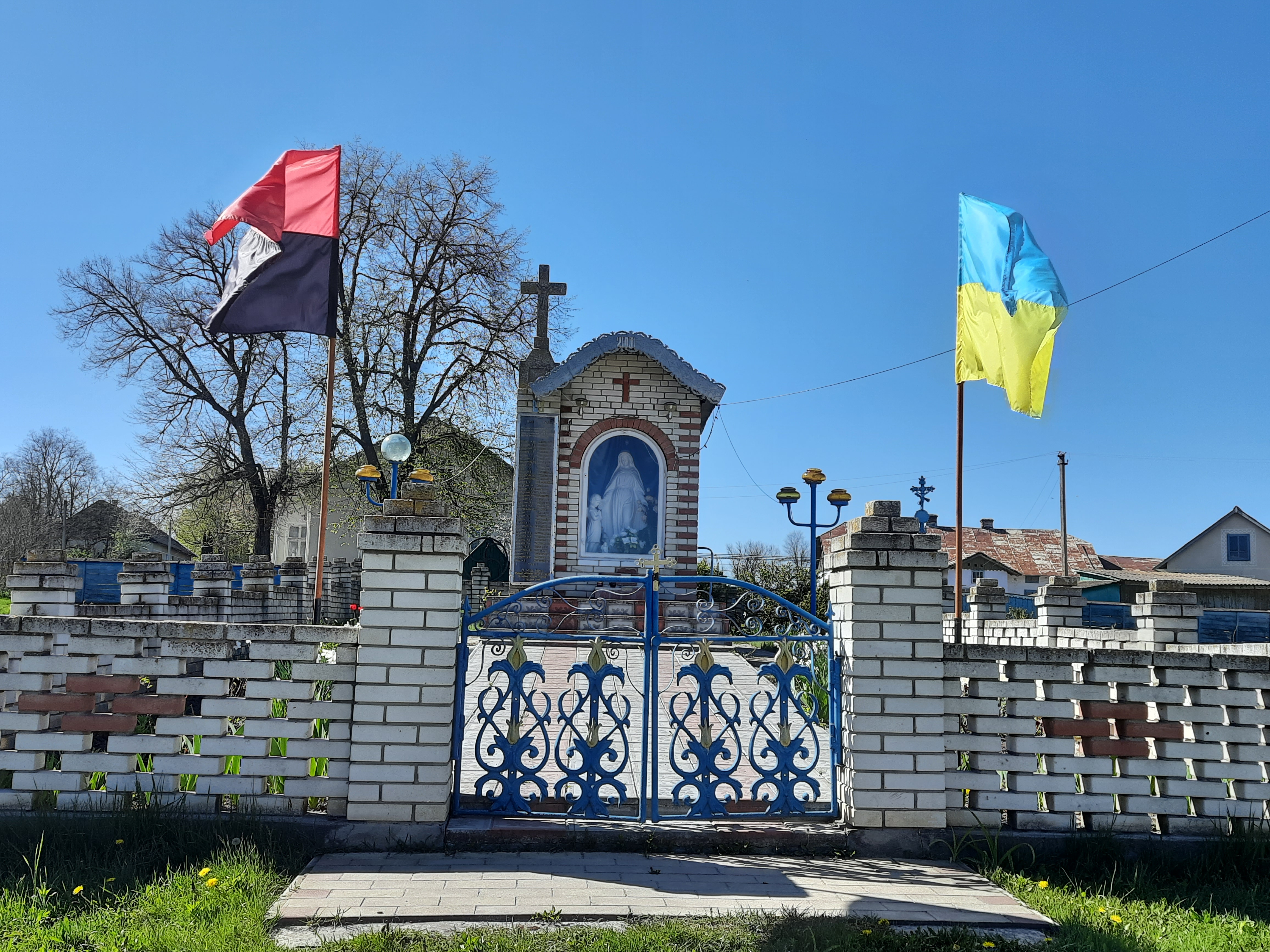
Каплиця
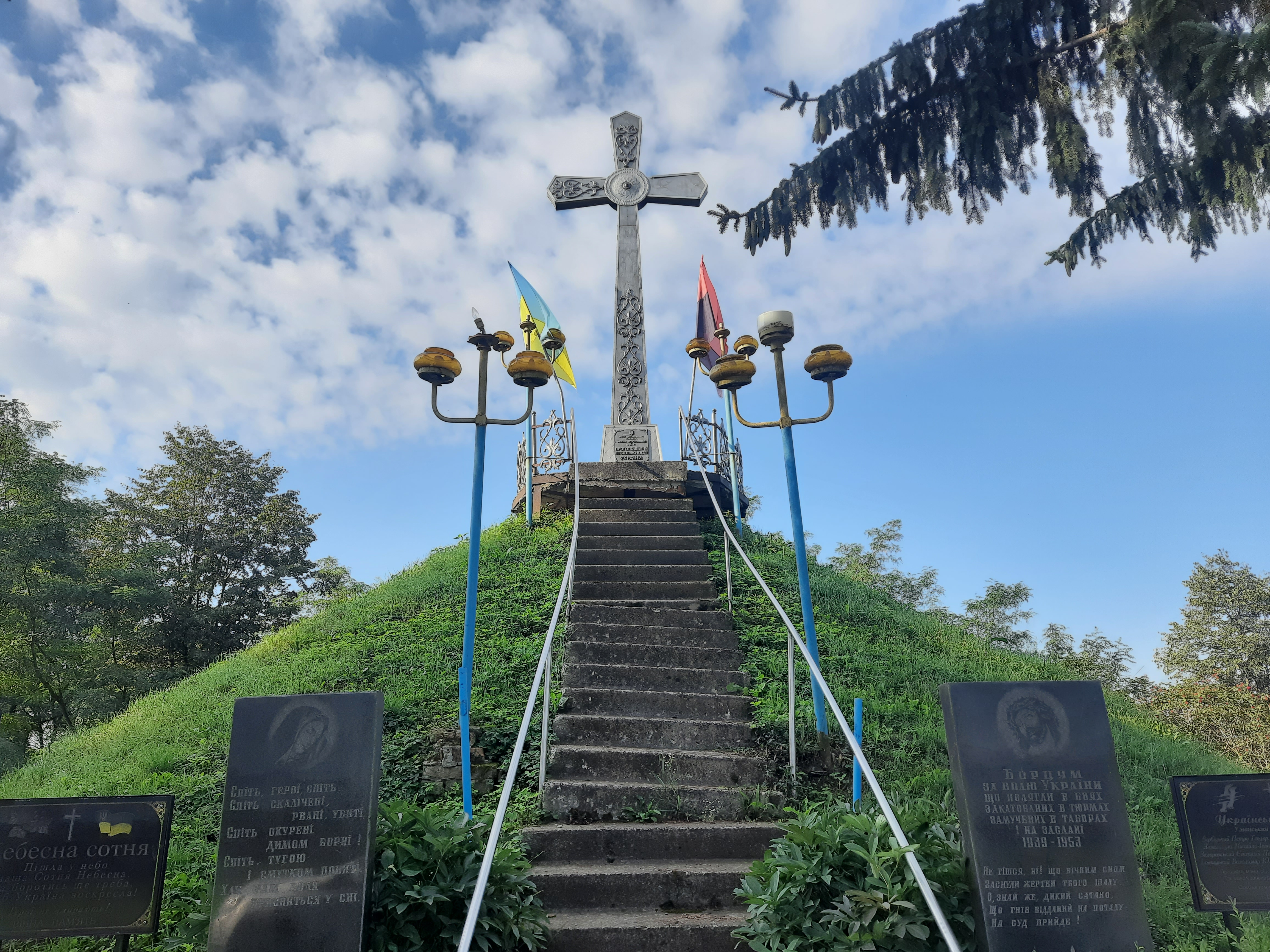
Символічна могила захисникам України
Колишня хата-читальня поч.XX стКолишня хата-читальня поч.XX ст
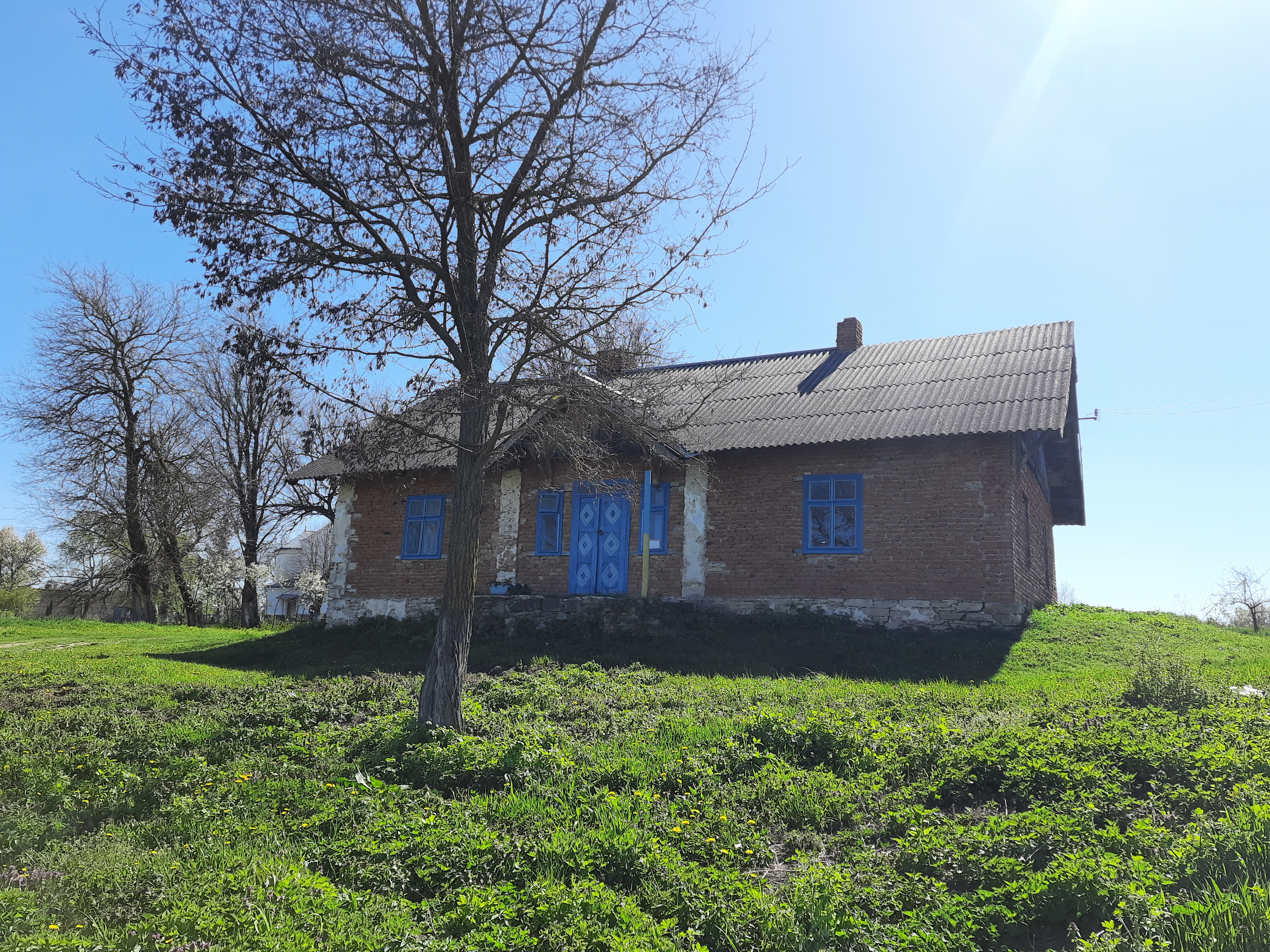
Бібліотека
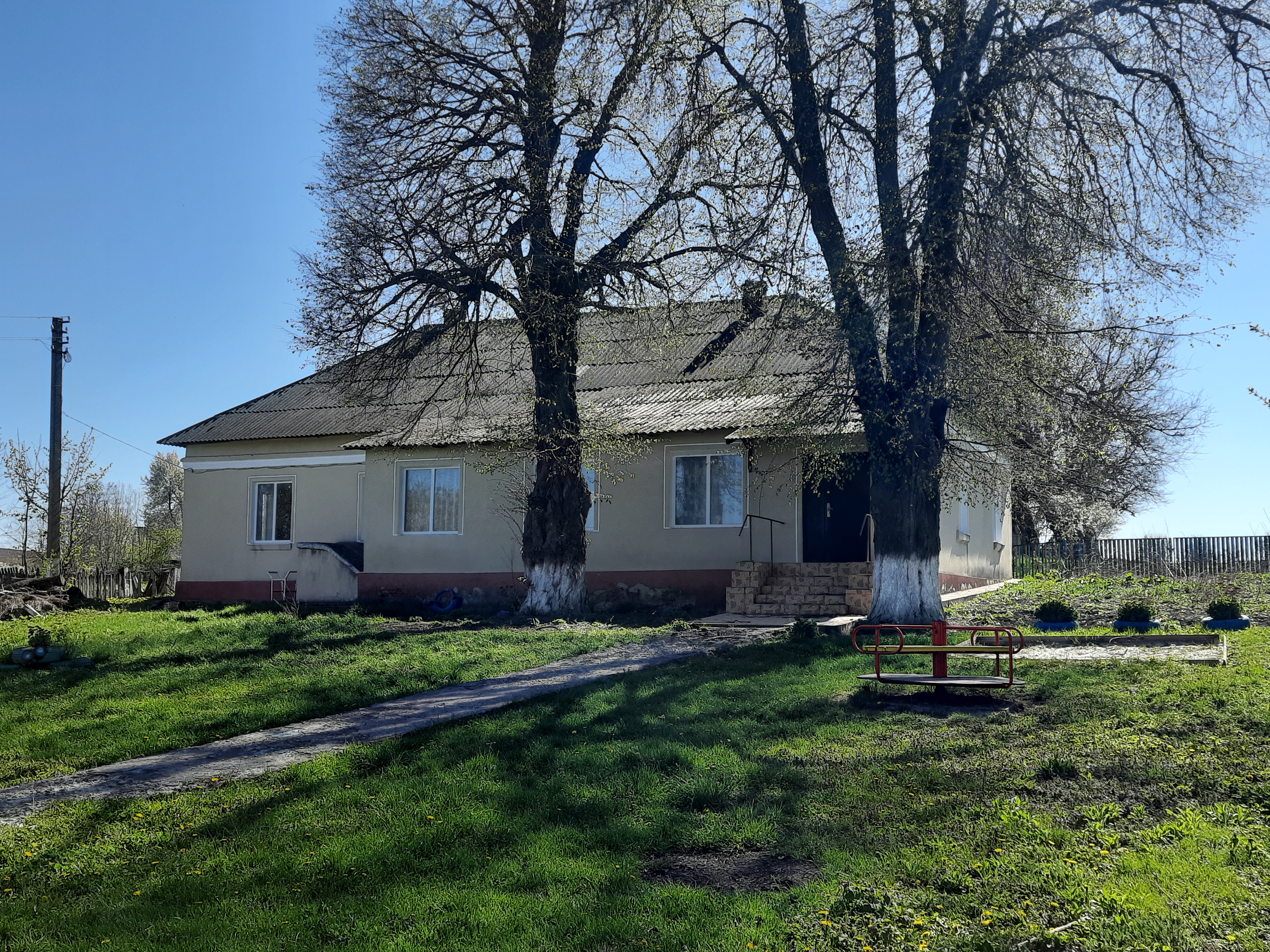
Дитячий садок
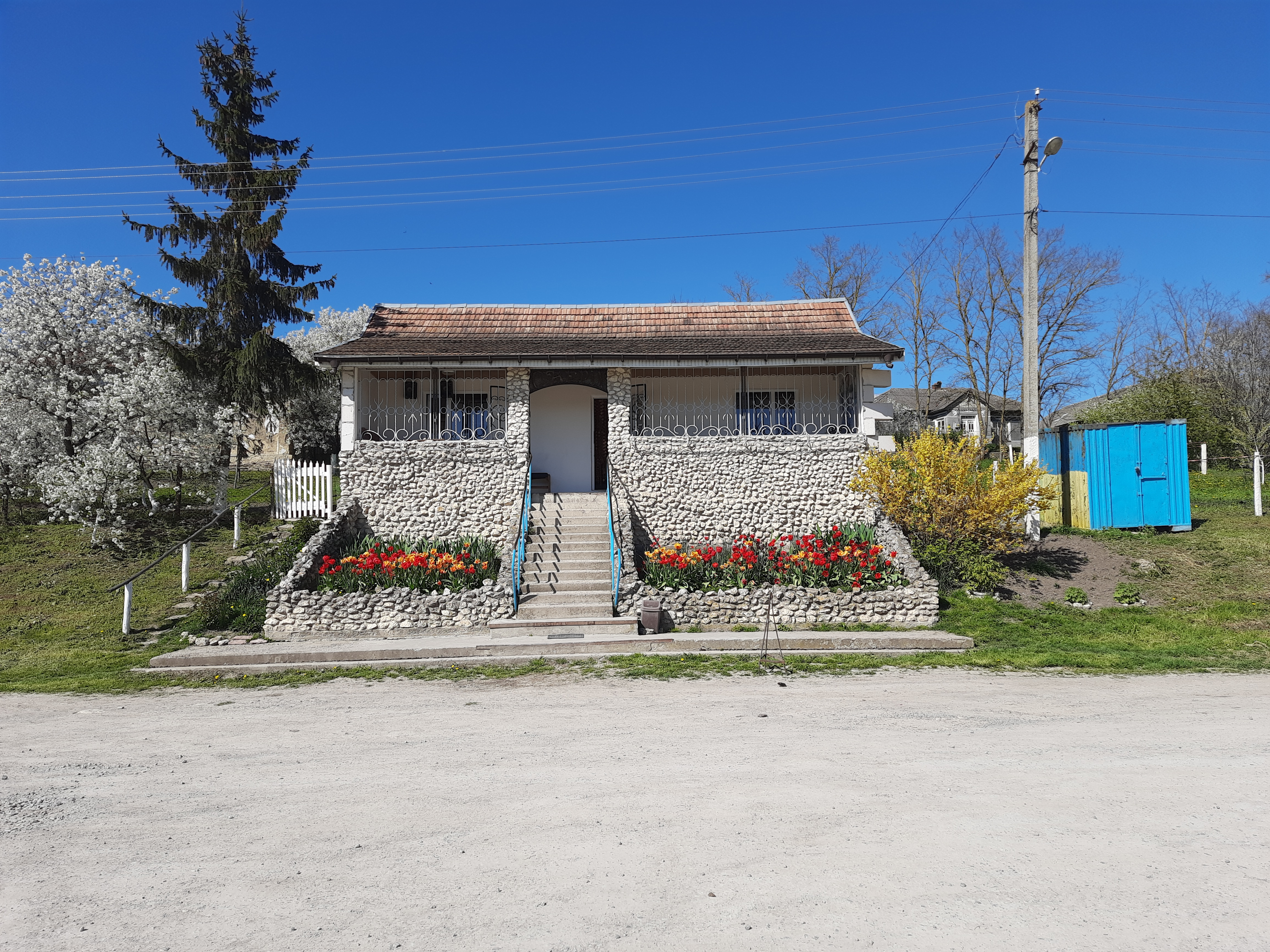
Крамниця
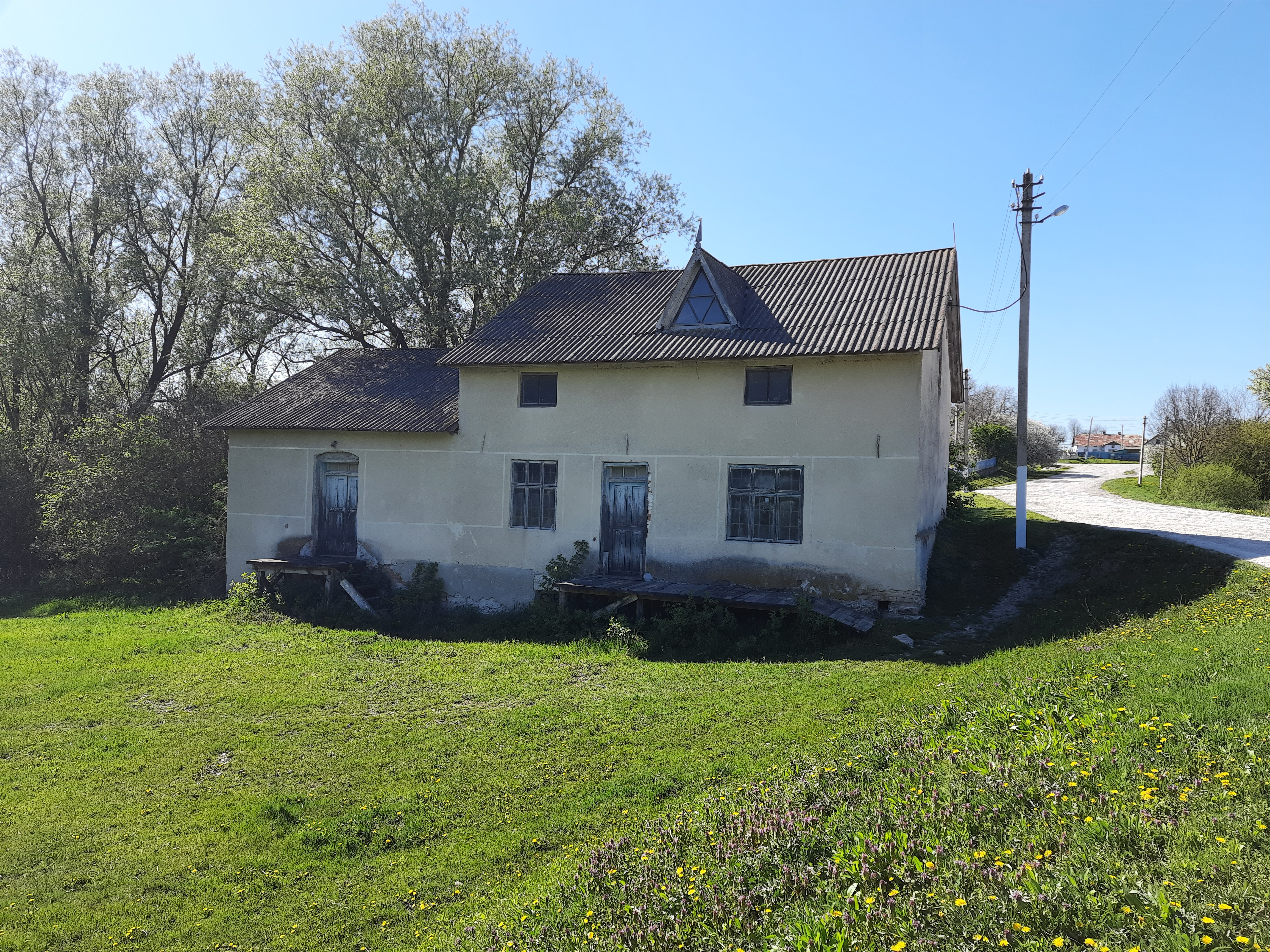
Старий млин
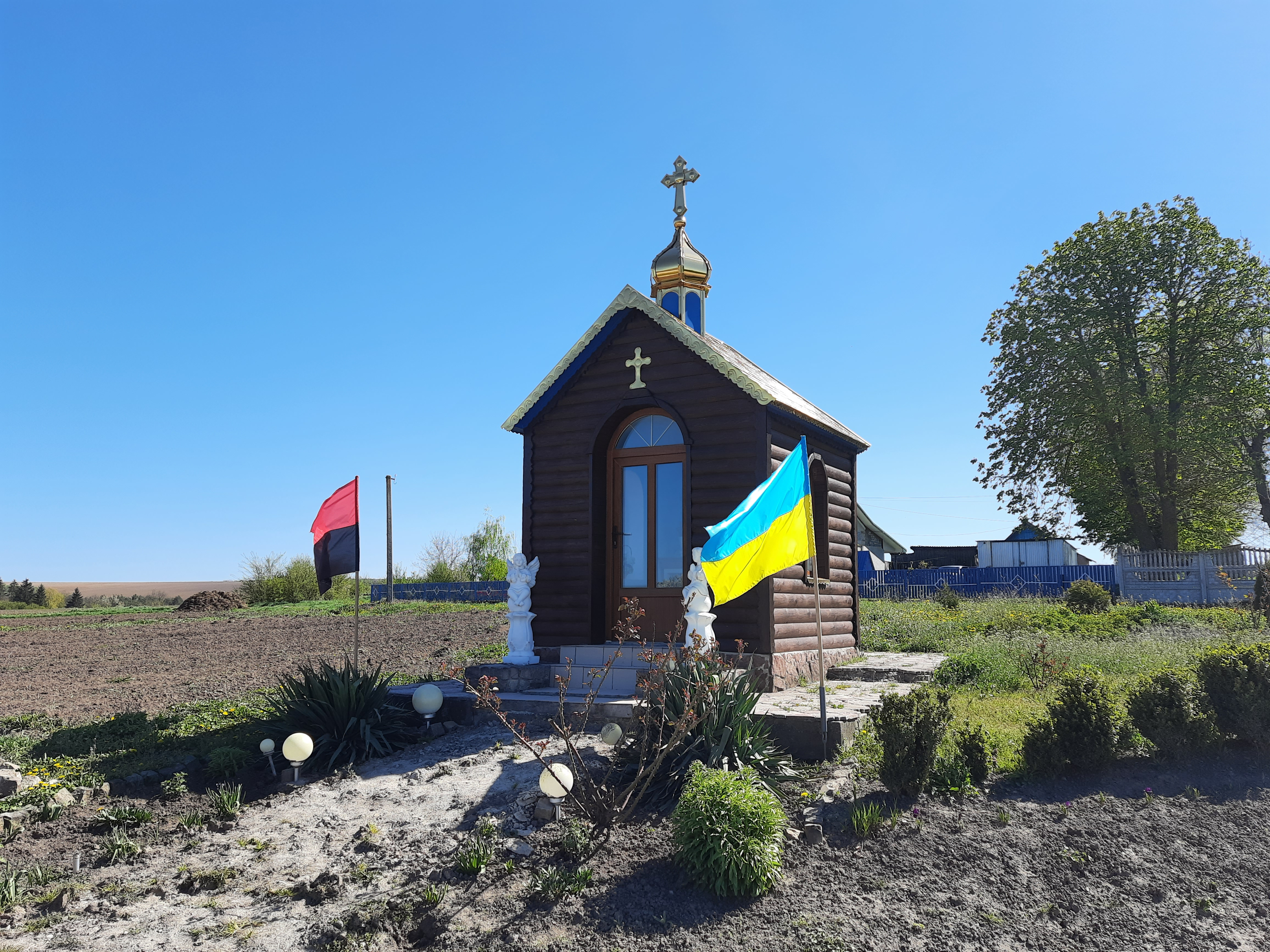
Капличка на околиці села
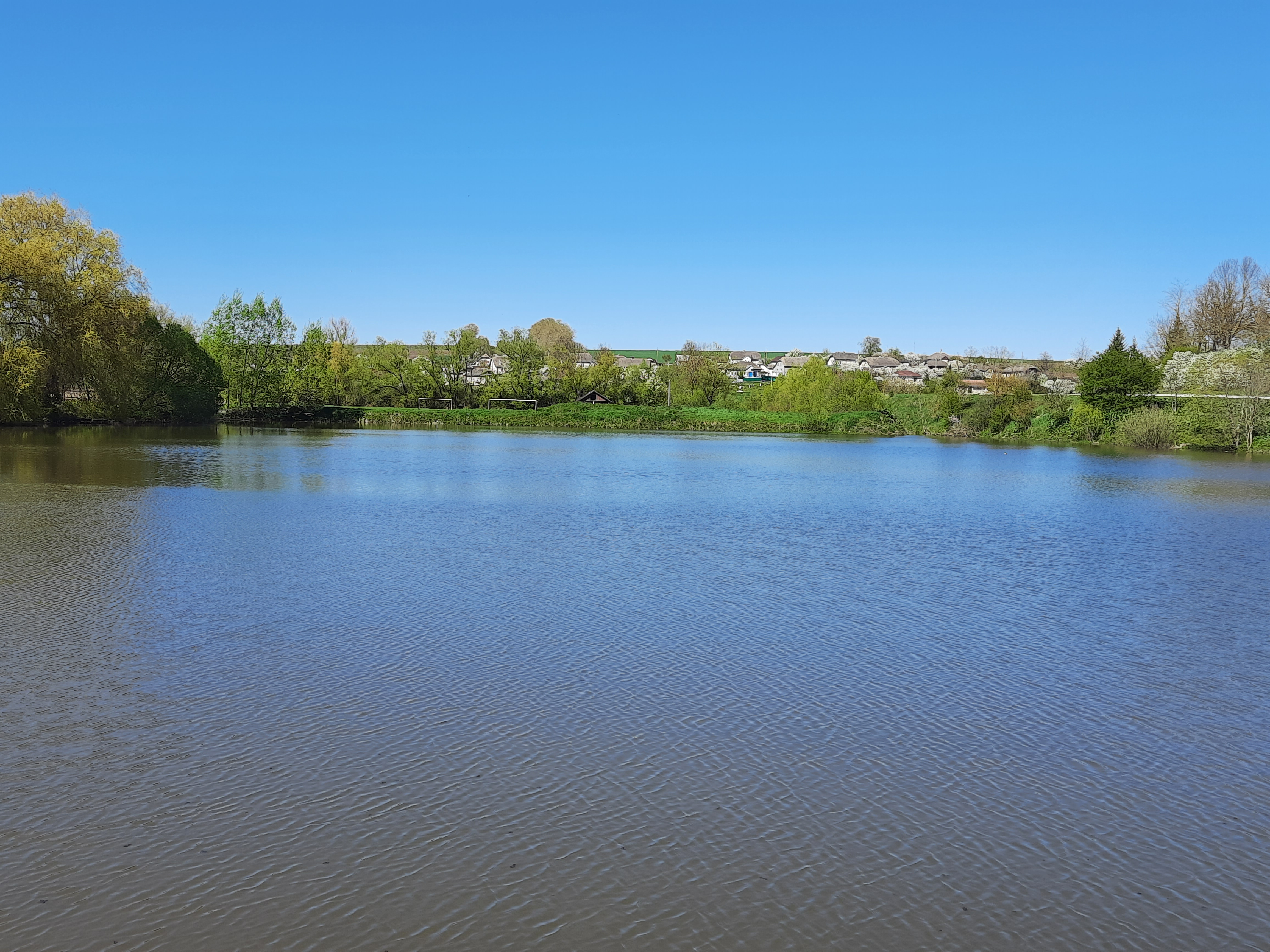
Ставок